# Letnie Igrzyska Olimpijskie 1948
XIV Letnie Igrzyska Olimpijskie (oficjalnie Igrzyska XIV Olimpiady) odbyły się w 1948 roku w Londynie (Wielka Brytania). 
Były to pierwsze letnie igrzyska od 1936 roku, po 12 latach przerwy spowodowanej wybuchem II wojny światowej. Nie wystąpiły w nich ekipy Niemiec i Japonii (reprezentacje tych krajów nie zostały zaproszone) oraz ZSRR. Ceremonia otwarcia oraz zawody lekkoatletyczne odbywały się na stadionie Wembley, który mógł pomieścić 85 tysięcy widzów. Na tych igrzyskach po raz ostatni rozdano medale w Olimpijskim Konkursie Sztuki i Literatury, a złoto w dziedzinie muzyki otrzymał Zbigniew Turski.
Liczbę konkurencji lekkoatletycznych zwiększono o bieg na 200 metrów, skok w dal i pchnięcie kulą (wszystkie wśród kobiet).

## Państwa uczestniczące

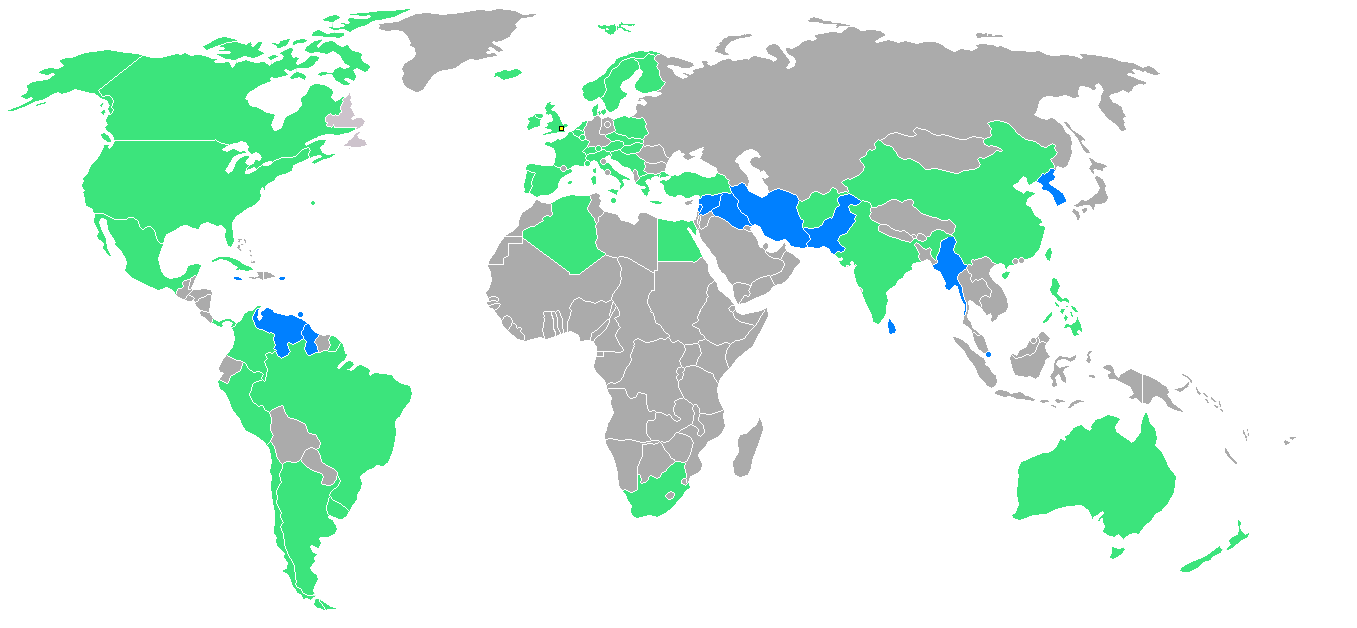
Państwa uczestniczące

| - Afganistan - Argentyna - Australia - Austria - Belgia - Bermudy - Birma - Brazylia - Cejlon - Chile - Chiny - Czechosłowacja - Dania - Egipt - Filipiny - Finlandia - Francja - Grecja - Gujana Brytyjska - Hiszpania | - Holandia - Indie - Irak - Iran - Irlandia - Islandia - Jamajka - Jugosławia - Kanada - Kolumbia - Korea Południowa - Kuba - Liban - Liechtenstein - Luksemburg - Malta - Meksyk - Monako - Norwegia - Nowa Zelandia | - Pakistan - Panama - Peru - Polska - Portoryko - Portugalia - Singapur - Stany Zjednoczone - Syria - Szwajcaria - Szwecja - Trynidad i Tobago - Turcja - Urugwaj - Wenezuela - Węgry - Wielka Brytania - Włochy - Związek Południowej Afryki |

Na igrzyskach w Londynie zadebiutowało 14 państw: Gujana Brytyjska (obecnie Gujana), Birma (obecnie Mjanma), Cejlon (obecnie Sri Lanka),  Iran, Irak, Jamajka, Korea Południowa, Liban, Pakistan, Portoryko, Singapur, Syria, Trynidad i Tobago, Wenezuela.

## Główne wydarzenia
- Sprinterka holenderska Fanny Blankers-Koen, 30-letnia matka dwojga dzieci, wywalczyła 4 złote medale - w biegach na 100 i 200 m, na 80 przez płotki oraz sztafecie 4x100 m. Za te osiągnięcia została nobilitowana przez królową holenderską.
- W biegach długodystansowych pojawił się Emil Zátopek, wygrywając bieg na 10 000 m i zdobywając pierwszy z 4 złotych medali olimpijskich w swojej karierze.
- Najmłodszym złotym medalistą w lekkoatletyce został Amerykanin Bob Mathias, w wieku 17 lat wygrał konkurencję dziesięcioboju.
- Mistrzem olimpijskim w strzelaniu z pistoletu szybkostrzelnego został Węgier Károly Takács, który w 1938 stracił sprawniejszą prawą rękę i tylko żmudnemu treningowi zawdzięczał, że do pełnej sprawności doprowadził również lewą rękę.
- Zwyciężczyni w pływackim wyścigu na 100 m stylem dowolnym Dunka Greta Marie Andersen, na dystansie 400 m ledwo uniknęła śmierci. Po 150 metrach straciła przytomność i zaczęła tonąć. Tragedii zapobiegli, będący w pobliżu, pływak węgierski Elemér Szathmári oraz kanadyjska pływaczka Nancy Lee[1].
- W Londynie zadebiutowało kilku legendarnych olimpijczyków: Paul Elvstrøm z Danii wywalczył pierwszy z 4 złotych medali w żeglarstwie, a Gert Fredriksson ze Szwecji - pierwsze 2 z 6 tytułów mistrza olimpijskiego w kajakarstwie, László Papp z Węgier zdobył pierwszy z 3 złotych medali w boksie.

## Wyniki
| - boks - gimnastyka - hokej na trawie - jeździectwo - kajakarstwo - kolarstwo - koszykówka - lekkoatletyka - pięciobój nowoczesny - piłka nożna |  | - piłka wodna - pływanie - podnoszenie ciężarów - skoki do wody - strzelectwo - szermierka - wioślarstwo - zapasy - żeglarstwo |

### Dyscypliny pokazowe
- gimnastyka szwedzka
- lacrosse

## Statystyka medalowa
| Klasyfikacja medalowa              |                   |       |        |      |       |
| Lp.                                | Państwo           | złoto | srebro | brąz | razem |
| 1                                  | Stany Zjednoczone | 38    | 27     | 19   | 84    |
| 2                                  | Szwecja           | 16    | 11     | 17   | 44    |
| 3                                  | Francja           | 10    | 6      | 13   | 29    |
| 4                                  | Węgry             | 10    | 5      | 12   | 27    |
| 5                                  | Włochy            | 8     | 11     | 8    | 27    |
| 6                                  | Finlandia         | 8     | 7      | 5    | 20    |
| 7                                  | Turcja            | 6     | 4      | 2    | 12    |
| 8                                  | Czechosłowacja    | 6     | 2      | 3    | 11    |
| 9                                  | Szwajcaria        | 5     | 10     | 5    | 20    |
| 10                                 | Dania             | 5     | 7      | 8    | 20    |
| ...                                | ...               | ...   | ...    | ...  | ...   |
| 34                                 | Polska            | -     | -      | 1    | 1     |
| Zobacz pełną klasyfikację medalową |                   |       |        |      |       |

## Medale zdobyte przez Polaków

### Brązowe
- Aleksy Antkiewicz - boks - waga piórkowa